# Lijst van Eerste Kamerleden 1951-1952
Lijst van Eerste Kamerleden 1951-1952 geeft een overzicht van de leden van de Nederlandse Eerste Kamer in de periode tussen de verkiezingen van 1951 en de verkiezingen van 1952. De zittingsperiode van de Eerste Kamer ging in op 18 september 1951 en eindigde op 15 juli 1952. 
De Eerste Kamer telde 50 leden, gekozen door de leden van Provinciale Staten in de elf provincies. Eerste Kamerleden werden gekozen voor een termijn van zes jaar; om de drie jaar werd de helft van de Eerste Kamer vernieuwd.
| Naam                          | politieke partij                        | KG  | begindatum        | einddatum    | refs   |
| ----------------------------- | --------------------------------------- | --- | ----------------- | ------------ | ------ |
| Hendrik Algra                 | Anti-Revolutionaire Partij              | III | 27-07-1948 [ d ]  | 15 juli 1952 | [ 1 ]  |
| Anne Anema                    | Anti-Revolutionaire Partij              | IV  | 18 september 1951 | 15 juli 1952 | [ 2 ]  |
| Leo Beaufort                  | Katholieke Volkspartij                  | II  | 18 september 1951 | 15 juli 1952 | [ 3 ]  |
| Bernard Berger                | Katholieke Volkspartij                  | I   | 27-07-1948 [ d ]  | 15 juli 1952 | [ 4 ]  |
| Jaap Brandenburg              | Communistische Partij Nederland         | III | 27-07-1948 [ d ]  | 15 juli 1952 | [ 5 ]  |
| Adrianus de Bruijn            | Katholieke Volkspartij                  | I   | 27-07-1948 [ d ]  | 15 juli 1952 | [ 6 ]  |
| Hugo de Dreu                  | Partij van de Arbeid                    | IV  | 18 september 1951 | 15 juli 1952 | [ 7 ]  |
| Carel Gerretson               | Christelijk-Historische Unie            | IV  | 18 september 1951 | 15 juli 1952 | [ 8 ]  |
| Jan Hoogland                  | Partij van de Arbeid                    | IV  | 18 september 1951 | 15 juli 1952 | [ 9 ]  |
| Sijtze de Jong                | Partij van de Arbeid                    | II  | 18 september 1951 | 15 juli 1952 | [ 10 ] |
| Jan Jonkman                   | Partij van de Arbeid                    | II  | 18 september 1951 | 15 juli 1952 | [ 11 ] |
| Paul Kapteyn                  | Partij van de Arbeid                    | I   | 27-07-1948 [ d ]  | 15 juli 1952 | [ 12 ] |
| Piet Kerstens                 | Katholieke Volkspartij                  | I   | 27-07-1948 [ d ]  | 15 juli 1952 | [ 13 ] |
| Johan van de Kieft            | Partij van de Arbeid                    | IV  | 18 september 1951 | 15 juli 1952 | [ 14 ] |
| Gualthérus Kolff              | Christelijk-Historische Unie            | II  | 18 september 1951 | 15 juli 1952 | [ 15 ] |
| Hans Kolfschoten              | Katholieke Volkspartij                  | IV  | 18 september 1951 | 15 juli 1952 | [ 16 ] |
| Evert Kraaijvanger            | Katholieke Volkspartij                  | III | 27-07-1948 [ d ]  | 15 juli 1952 | [ 17 ] |
| Jacob Kramer                  | Partij van de Arbeid                    | I   | 27-07-1948 [ d ]  | 15 juli 1952 | [ 18 ] |
| Cor Kropman                   | Katholieke Volkspartij                  | III | 27-07-1948 [ d ]  | 15 juli 1952 | [ 19 ] |
| Harry van Lieshout            | Katholieke Volkspartij                  | I   | 27-07-1948 [ d ]  | 15 juli 1952 | [ 20 ] |
| Herman Louwes                 | Volkspartij voor Vrijheid en Democratie | II  | 18 september 1951 | 15 juli 1952 | [ 21 ] |
| Anthonie Molenaar             | Volkspartij voor Vrijheid en Democratie | IV  | 18 september 1951 | 15 juli 1952 | [ 22 ] |
| Herman Nijkamp                | Katholieke Volkspartij                  | II  | 18 september 1951 | 15 juli 1952 | [ 23 ] |
| Henk Oosterhuis               | Partij van de Arbeid                    | II  | 18 september 1951 | 15 juli 1952 | [ 24 ] |
| Rommert Pollema               | Christelijk-Historische Unie            | III | 27-07-1948 [ d ]  | 15 juli 1952 | [ 25 ] |
| Louis Regout                  | Katholieke Volkspartij                  | I   | 27-07-1948 [ d ]  | 15 juli 1952 | [ 26 ] |
| Johannes Reijers              | Christelijk-Historische Unie            | I   | 27-07-1948 [ d ]  | 15 juli 1952 | [ 27 ] |
| Willem Rip                    | Anti-Revolutionaire Partij              | II  | 18 september 1951 | 15 juli 1952 | [ 28 ] |
| Gustave Ruijs de Beerenbrouck | Katholieke Volkspartij                  | I   | 27-07-1948 [ d ]  | 15 juli 1952 | [ 29 ] |
| Joop van Santen               | Communistische Partij Nederland         | III | 27-07-1948 [ d ]  | 15 juli 1952 | [ 30 ] |
| Jan Schalker                  | Communistische Partij Nederland         | IV  | 18 september 1951 | 15 juli 1952 | [ 31 ] |
| Wim Schermerhorn              | Partij van de Arbeid                    | II  | 18 september 1951 | 15 juli 1952 | [ 32 ] |
| Jan Schipper                  | Anti-Revolutionaire Partij              | IV  | 18 september 1951 | 15 juli 1952 | [ 33 ] |
| Alphonse Steinkühler          | Katholieke Volkspartij                  | I   | 27-07-1948 [ d ]  | 15 juli 1952 | [ 34 ] |
| Jan van Tilburg               | Partij van de Arbeid                    | IV  | 18 september 1951 | 15 juli 1952 | [ 35 ] |
| Jetze Tjalma                  | Anti-Revolutionaire Partij              | II  | 18 september 1951 | 15 juli 1952 | [ 36 ] |
| Martina Tjeenk Willink        | Partij van de Arbeid                    | III | 27-07-1948 [ d ]  | 15 juli 1952 | [ 37 ] |
| Huub van Velthoven            | Katholieke Volkspartij                  | I   | 27-07-1948 [ d ]  | 15 juli 1952 | [ 38 ] |
| Harrie Verheij                | Katholieke Volkspartij                  | II  | 18 september 1951 | 15 juli 1952 | [ 39 ] |
| Gerrit Vixseboxse             | Christelijk-Historische Unie            | II  | 18 september 1951 | 15 juli 1952 | [ 40 ] |
| Reint de Vos van Steenwijk    | Volkspartij voor Vrijheid en Democratie | II  | 18 september 1951 | 15 juli 1952 | [ 41 ] |
| Gerard van Walsum             | Partij van de Arbeid                    | III | 27-07-1948 [ d ]  | 15 juli 1952 | [ 42 ] |
| Willem Wendelaar              | Volkspartij voor Vrijheid en Democratie | III | 27-07-1948 [ d ]  | 15 juli 1952 | [ 43 ] |
| Floor Wibaut                  | Partij van de Arbeid                    | III | 27-07-1948 [ d ]  | 15 juli 1952 | [ 44 ] |
| René Wijers                   | Katholieke Volkspartij                  | I   | 27-07-1948 [ d ]  | 15 juli 1952 | [ 45 ] |
| Jacob de Wilde                | Anti-Revolutionaire Partij              | I   | 27-07-1948 [ d ]  | 15 juli 1952 | [ 46 ] |
| Petrus Witteman               | Katholieke Volkspartij                  | IV  | 18 september 1951 | 15 juli 1952 | [ 47 ] |
| Rob Woltjer                   | Anti-Revolutionaire Partij              | III | 27-07-1948 [ d ]  | 15 juli 1952 | [ 48 ] |
| Kees Woudenberg               | Partij van de Arbeid                    | III | 27-07-1948 [ d ]  | 15 juli 1952 | [ 49 ] |
| Johannes de Zwaan             | Christelijk-Historische Unie            | IV  | 18 september 1951 | 15 juli 1952 | [ 50 ] |